# Ametropie
Ametropie (von altgriechisch ἀμετρία ametría „Missverhältnis“ sowie ὤψ ōps „Auge“) – irreführend „Fehlsichtigkeit“ genannt – bezeichnet in der medizinischen Optik den Zustand eines Augapfels, der einen optisch im Unendlichen liegenden Gegenstand bei entspannter Akkommodation nicht scharf auf die Netzhaut abbildet. Es ist der Gegenbegriff zur Emmetropie.
Im Widerspruch zu der von der Bezeichnung „Fehlsichtigkeit“ suggerierten Fehlerhaftigkeit steht die Tatsache, dass die weit überwiegende Mehrzahl aller menschlichen Augen ametrop ist. Es handelt sich bei der Ametropie also meist nicht um einen abnormen Zustand, sondern um eine Normvariante.

## Formen der Ametropie

### Hyperopie, Übersichtigkeit
Als Hyperopie wird eine Ametropie bezeichnet, bei der das Abbild eines im optisch Unendlichen liegenden Gegenstandes und parallel einfallenden Lichtstrahlen bei entspannter Akkommodation hinter die Netzhaut zu liegen kommt. Die Mehrzahl aller menschlichen Augen ist hyperop. Die durchschnittliche Refraktion des menschlichen Auges liegt bei etwa +0,5 dpt.
Der oftmals falsch verwendete Begriff „Weitsichtigkeit“ ist nicht identisch mit Hyperopie. Richtig wird so die Presbyopie – also die „Alterssichtigkeit“ – bezeichnet.

### Myopie, Kurzsichtigkeit
Als Myopie wird eine Ametropie bezeichnet, bei der das Abbild des im Unendlichen liegenden Gegenstandes bei entspannter Akkommodation vor die Netzhaut zu liegen kommt.
Hyperopie und Myopie werden als „Achsen-Ametropien“ zusammengefasst. Unter diesen überwiegt die Myopie.

### Astigmatismus, Stabsichtigkeit
Als Astigmatismus bezeichnet man den Zustand eines Augapfels, bei dem parallel einfallende Lichtstrahlen abhängig von ihrer Einfallsebene unterschiedlich stark gebrochen werden. Dabei stehen die Ebenen mit maximaler und minimaler Brechkraft meist senkrecht aufeinander. Als Stärke des Astigmatismus wird die Brechkraftdifferenz zwischen diesen beiden Ebenen angegeben. Ein Astigmatismus bis zu 0,5 dpt ist normal. Ein Astigmatismus, bei dem die Ebenen mit maximaler und minimaler Brechkraft nicht senkrecht zueinander stehen, wird als „irregulärer“ Astigmatismus bezeichnet.

### Weitere Ametropien
Es gibt eine Vielzahl weiterer Ametropien, bei denen parallel einfallende Lichtstrahlen nicht nur abhängig von ihrer Einfallsebene, sondern auch abhängig von ihrem Abstand von der optischen Achse unterschiedlich gebrochen werden. Solche Ametropien, genannt Abbildungsfehler höherer Ordnung (HOA = High Order Aberrations) kommen bei fast jedem Auge vor, können jedoch mit der Brillenoptik nicht korrigiert werden. Die wichtigsten dieser Abbildungsfehler sind Koma, Dreiblattfehler (dreiachsiger Astigmatismus) und sphärische Aberration. Zudem können als Folge von Erkrankungen der Hornhaut (z. B. Keratokonus), Verletzungen oder Augenoperationen (z. B. Keratoplastik) weitere Abbildungsfehler entstehen.

## Korrektur der Ametropie
Ametropien können zur Folge haben, dass das Auge ohne Korrektur nicht seine volle Sehschärfe erreicht. Zur Korrektur stehen Brillen, Kontaktlinsen und die refraktive Chirurgie zur Verfügung. Mit einer Brille lassen sich Achsen-Ametropien und reguläre Astigmatismen korrigieren. Kontaktlinsen ergänzen dieses Spektrum um die irregulären Astigmatismen und geeignete Fälle der weiteren Ametropien. Die refraktive Chirurgie kann je nach eingesetzter Methode unter geeigneten Verhältnissen hohe Achsen-Ametropien und auch irreguläre Hornhautsituationen korrigieren. Hier bestehen jedoch zahlreiche Einschränkungen.